# Open (álbum de Gotthard)
Open es el cuarto álbum de estudio de la banda suiza de hard rock Gotthard, lanzado en 1999.

## Lista de canciones
Todas las canciones escritas y compuestas por Steve Lee, Leo Leoni y Chris Von Rohr, excepto las que se indican. 
| N.º   | Título           | Escritor(es)                         | Duración |  |
| 1.    | «Free and Alive» |                                      | 4:21     |  |
| 2.    | «Vision»         | Steve Lee/Mandy Meyer/Chris von Rohr | 3:55     |  |
| 3.    | «Got to Be Love» |                                      | 4:13     |  |
| 4.    | «Let It Rain»    |                                      | 4:35     |  |
| 5.    | «Blackberry Way» | Roy Wood                             | 3:39     |  |
| 6.    | «You»            | Steve Lee/Mandy Meyer/Chris von Rohr | 4:18     |  |
| 7.    | «Cheat & Hide»   |                                      | 3:56     |  |
| 8.    | «Want You In»    | Steve Lee/Mandy Meyer                | 3:18     |  |
| 9.    | «Tell No Lies»   |                                      | 3:43     |  |
| 10.   | «Back to You»    |                                      | 3:58     |  |
| 11.   | «Best Time»      |                                      | 4:14     |  |
| 12.   | «Hey Jimi»       |                                      | 3:42     |  |
| 13.   | «Peace of Mind»  |                                      | 2:58     |  |
| 51:08 |                  |                                      |          |  |

Versión asiática (BMG AVCB-66072): bonus track

|     |            |          |  |  |  |  |  |  |  |  |
| N.º | Título     | Duración |  |  |  |  |  |  |  |  |
| 14. | «Mad Love» | 2:58     |  |  |  |  |  |  |  |  |

Notas adicionales
- La canción 5 fue grabada originalmente porThe Move The Move.

## Posición en las listas
Open debutó en el puesto #1 del chart suiza de ventas en 1999 y permaneció en ese lugar por seis semanas consecutivas.
| Lista (1999) | Mejor posición |
| ------------ | -------------- |
| Austria      | 40             |
| Suiza        | 1              |

## Créditos y personal
- Voz - Steve Lee
- Coros - Leo Leoni
- Bajo - Marc Lynn, Steve Bishop
- Guitarra - Leo Leoni, Freddy Scherer
- Batería - Hena Habegger
- Teclados - Cat Gray
- Percusión - Cat Gray
- Composición - Steve Lee, Leone Leoni y Chris Von Rohr
- Arreglos - Chris Von Rohr
- Mezclas – Phil Kaffel
- Fotografía - Bernhard Kühmstedt
- Dirección de arte - Thomas Sassenbach